# Lucie Sekanová
Lucie Sekanová (* 5. August 1989 in Prachatice) ist eine tschechische Leichtathletin, die sich auf den Hindernislauf spezialisiert hat.

## Sportliche Laufbahn
Erste Erfahrungen bei internationalen Meisterschaften sammelte Lucie Sekanová bei den Juniorenweltmeisterschaften 2008 in Bydgoszcz, bei denen sie den achten Platz im Hindernislauf belegte. 2011 nahm sie an den U23-Europameisterschaften in Ostrava teil und erreichte dort den elften Rang. Sekanová belegte 2014 den 3. Platz beim Olympia-Alm Crosslauf über 6600 Meter in 25:19 Minuten. Zudem qualifizierte sie sich über 10.000 Meter für die Europameisterschaften in Zürich, bei denen sie auf der 23. Position einlief. Ein Jahr später nahm sie im Hindernislauf an den Weltmeisterschaften in Peking teil, bei denen sie mit einer Zeit von 9:45,72 im Vorlauf ausschied. 2016 nahm sie erneut an den Europameisterschaften in Amsterdam teil und schied diesmal bereits im Vorlauf aus. Auch 2017 qualifizierte sie sich für die Weltmeisterschaften in London, bei denen sie aber erneut nicht das Finale erreichen konnte. Bei den Weltstudentenspielen in Taipeh zwei Wochen später belegte sie im Finale den achten Platz.
Bisher wurde sie dreimal tschechische Meisterin im Freien sowie einmal in der Halle.

## Persönliche Bestleistungen
- 1500 Meter: 4:17,15 min, 16. Mai 2015 in Ostrava
  - 1500 Meter (Halle): 4:22,01 min, 12. Februar 2019 in Ostrava
- 3000 Meter: 9:11,90 min, 20. Juni 2015 in Iraklio
  - 3000 Meter (Halle): 9:22,65 min, 25. Februar 2017 in Prag
- 5000 Meter: 15:43,94 min, 10. Juni 2015 in Huelva
- 10.000 Meter: 33:22,90 min, 3. Mai 2014 in Jičín
- 3000 m Hindernis: 9:41,84 min, 30. Mai 2015 in Mersin
- Halbmarathon	1:17:39 h, 5. April 2014 in Prag